# 완도공설운동장
완도공설운동장(莞島公設運動場, Wando Public Stadium)은 대한민국 전라남도 완도군에 있는 스포츠 시설이다. 인조잔디 필드와 우레탄 트랙이 갖춰진 경기장이며, 1991년에 준공되었다.

## 참고 문헌
- “시설물 안내”. 완도군청.
- 《2020년 전국 공공체육시설 현황 (2019년말 기준)》. 대한민국 문화체육관광부. 2021.
- 《2023 전국 공공체육시설 현황 (2022년 12월말 기준)》. 대한민국 문화체육관광부. 2024.